# 第四代三明治伯爵約翰·孟塔古
約翰·孟塔古，第四代三明治伯爵，PC，FRS（英語：John Montagu, 4th Earl of Sandwich，1718年11月3日—1792年4月30日）是一名英國政治家、軍人，曾三任第一海軍大臣，據聞發明三明治。

## 生平

### 早年生涯
孟塔古的祖父，第三代三明治伯爵於1729年逝世，當時雖然孟塔古年僅10歲，但由於他的父親早死，所以他遂襲取伯爵頭銜，成為第四代三明治伯爵。
孟塔古早年入讀伊頓公學，於1735年獲劍橋大學三一學院取錄，他在1737年起出遊歐洲，曾到訪法國、意大利、希臘、土耳其、埃及、馬爾他、葡萄牙和西班牙等地，收集古錢幣和出土文物，並於1740年3月20日獲選為皇家學會會員。但是，由於他花大部份時間出國遊覽，因此最後沒有在大學取得學位。

### 早年政治生涯
在1739年，孟塔古進入上議院，在議會中支持貝德福德公爵。憑著這背景，他獲委任為海軍部的專員，從屬於時任第一海軍大臣的貝德福德公爵，並在陸軍中擔任上校，不時受命出征。
在1746年，孟塔古獲委任為英方全權代表，到荷蘭出席布雷達會議，就奧地利王位繼承戰爭進行和談，其間於1748年2月晉升為第一海軍大臣，與會國最後在1746年10月達成共識，並簽訂了《亞琛和約》。到了1751年，孟塔古卸任第一海軍大臣一職，改為主理對愛爾蘭的稅收事宜，隨後又於1755年指派為特派大使，出使馬德里。
孟塔古於1763年短暫地第二度出任第一海軍大臣，其後在同年改任北方大臣。任內，他帶頭發起指控約翰·威爾克斯（John Wilkes）以誹謗，但由於兩人早在地獄之火會中認識，所以孟塔古出賣朋友的行為備受批評。適逢當時柯芬園上演約翰·蓋伊的《乞丐歌劇》，當中麥希思（Macheath）被朋友人出賣的劇情，更被大眾用來諷刺孟塔古。

### 第三度出任第一海軍大臣
孟塔古在1765年卸任北方大臣，在1768年至1771年出任郵政總局局長，並在1770年至1771年再度出任北方大臣，到了1771年，他獲第三度委任為第一海軍大臣。
在第三度擔任第一海軍大臣任內，英國在北美洲的殖民地爆發了獨立革命，但由於孟塔古本人除了未能勝任此職外，又私自出賣官職、任由海軍資材被挪用和盜竊，而面對海軍軍艦老化，卻又不進行翻新，以及提供現代化的裝備，以致英軍節節失利。這些一切都使原本已經聲名不佳的孟塔古變得更不受歡迎，他在1782年退休下野時，不少民眾都為之而歡呼喝采。
另一方面，他曾在1776年派遣詹姆斯·庫克船長進行環球航行；並在1780年派羅德尼爵士率領艦隊，成功在西印度擊退西班牙的艦隊。

### 感情生活
孟塔古早年迎娶了費恩子爵的女兒桃樂絲·費恩（Dorothy Fane），兩人育有一名兒子，欣琴布魯克子爵（1743年—1814年）。然而，由於桃樂絲·費恩後來患上精神病，兩人被迫分居，到了1767年，法庭更正式宣佈桃樂絲·費恩精神失常。此事對孟塔古構成了很大的打擊。
孟塔古大約在1762年認識了有名的歌劇女演員瑪莎·雷，當時瑪莎年僅17歲，瑪莎後來當了孟塔古的情婦，兩人雖然同居達17年，但孟塔古始終沒有和瑪莎結婚。孟塔古和瑪莎生了數名私生子，當中較有名的是巴茲爾·孟塔古（1770年—1851年），他是作家、法學家和慈善家。
與瑪莎一起的生活，使孟塔古暫時忘記妻子精神失常的悲痛。可是，好景不常，瑪莎於1779年在皇家歌劇院正門前被一名求愛不遂的神職人員詹姆斯·哈克曼開槍轟斃，事件對孟塔古造成第二重的打擊，他亦未能從這次的傷痛中回復過來。
孟塔古於1792年4月30日逝世，終年73歲。

## 雜記

### 三明治

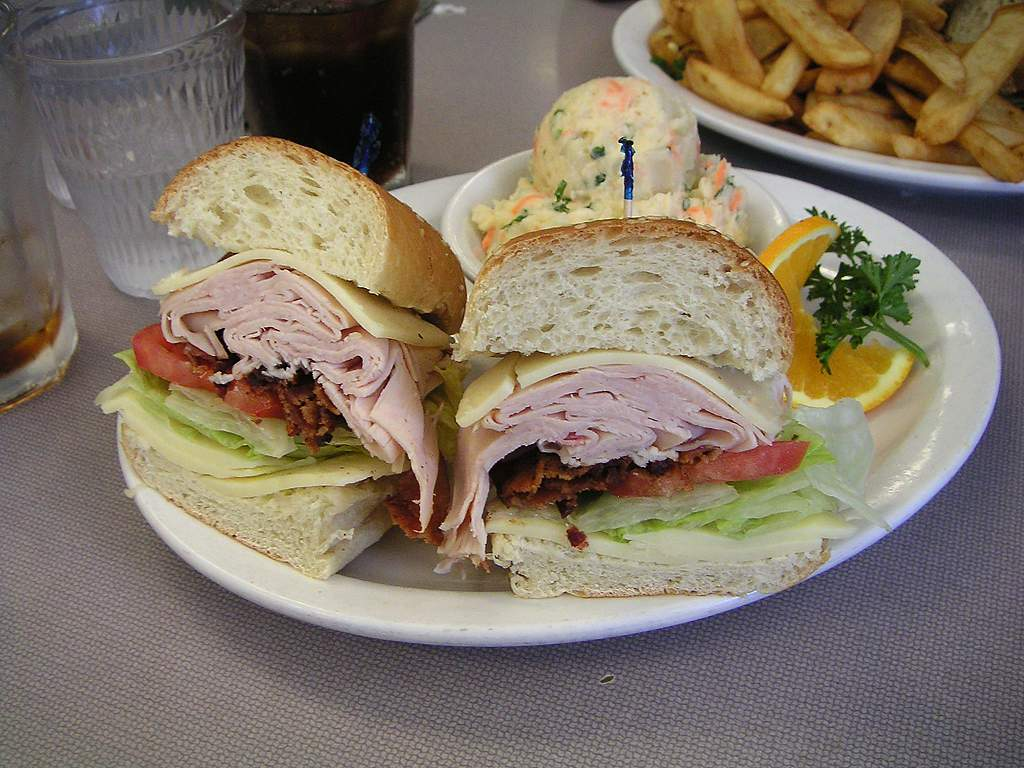
今日的三明治。

今日的三明治是以三明治勳爵命名的。從研究所指，三明治大約在1762年發明，當時僅以一個大楷「S」來指三明治。
不過，現今學界對「三明治是否由三明治勳爵發明」一事，仍然有不少的爭論。其中，最膾炙人口的謠傳是說三明治勳爵家財有限，本身又嗜賭如命，總沒有時間離開賭桌，於是就發明用麵包夾著熟肉，邊賭邊吃，節省時間。但是，三明治勳爵的傳記作家N·A·M·羅傑則認為，三明治勳爵熱心軍務、政治和藝術，因此他相信三明治是在書桌上發明，多於在賭桌上發明。
無論如何，三明治勳爵吃肉的方法，據說是早在羅馬人征服英格蘭時傳入的。

### 音樂
他的海軍生涯終結以後，三明治勳爵把精力轉投到音樂上，並對「古老音樂」（按他所指，是一些已創作逾200年的音樂）產生濃厚的興趣。他除了贊助音樂家外，又成立「輪唱團」，讓專業歌唱家在其宅第演唱古代和當代的幽默輪唱曲、重唱曲、假面劇和頌歌。三明治勳爵對成立古代音樂演奏會（Concert of Ancient Music）起一定作用，這是第一個展示舊時卡農式曲目的公眾演奏會。

### 地中海航海
三明治勳爵曾於1738年至1739年出遊地中海一帶，到訪過蘭佩杜薩島（Lampedusa Island），當時島上只有一名居民。他在地中海的經歷在身後，即1799年才結集成書出版。另外，庫克船長亦曾在1770年為他寫了一本相關的回憶錄。

### 以他命名的島嶼

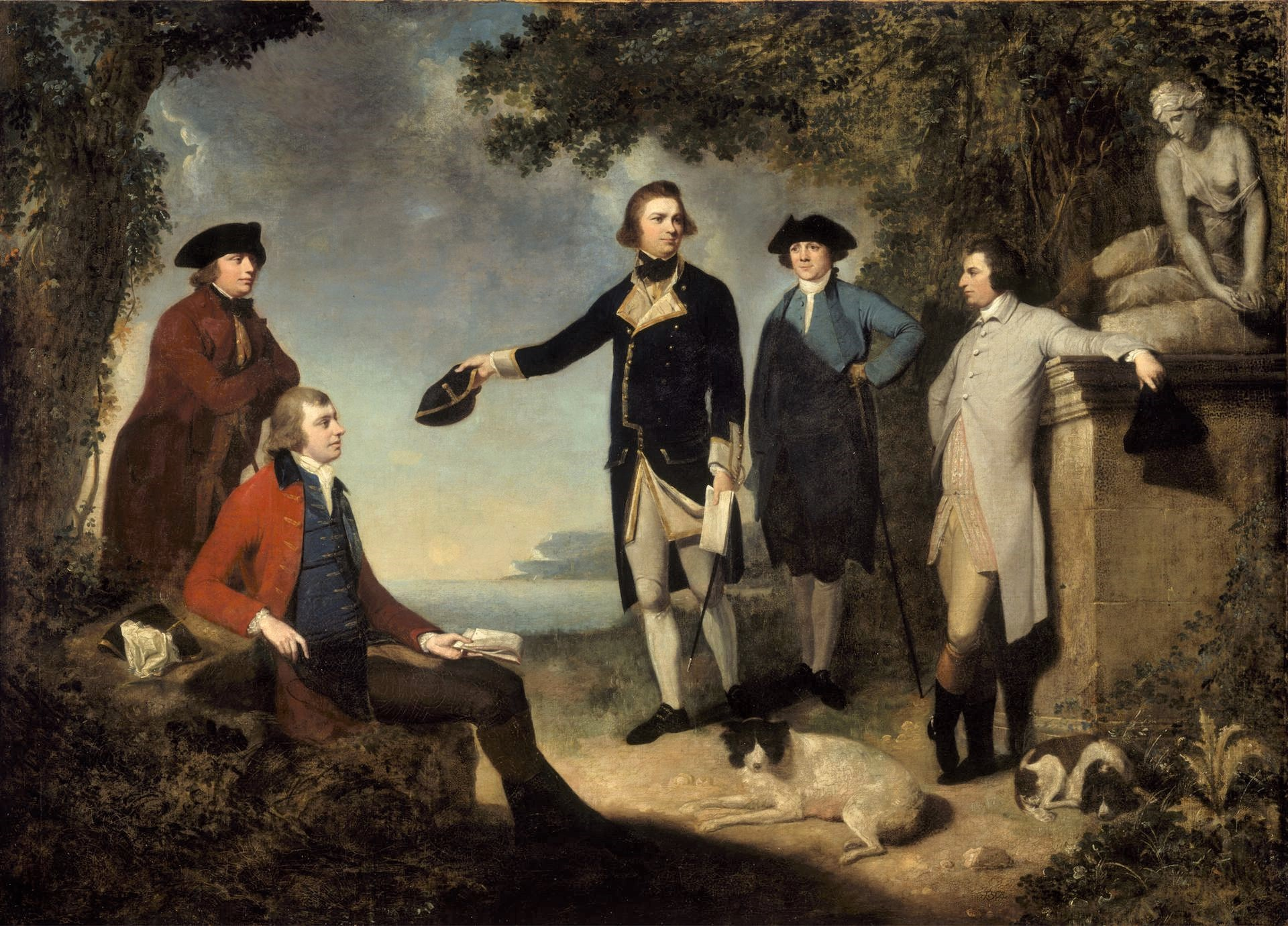
三明治勳爵（左三）曾贊助庫克（左一）等人出海探險，上圖繪於1771年。

- 庫克船長為答謝三明治勳爵的贊助，遂在1778年以三明治群島為新發現的群島的名稱，該群島就是現今所指的夏威夷群島。
- 南三明治群島（又譯南桑威奇群島）是庫克船長在1775年發現的群島，最初命名為「三明治蘭」（Sandwich Land），但後來為免與三明治群島產生混淆而改成今名。

## 請參見
- 孟塔古家族
- 諾斯勳爵
- 第一海軍大臣
- 三明治

## 外部連結
- 三明治勳爵的文件 （页面存档备份，存于），澳洲國立圖書館館藏
- 史密森尼學會網頁內有講述三明治勳爵的三角戀情 （页面存档备份，存于）
- 三明治伯爵餐廳 （页面存档备份，存于），由第四代三明治伯爵的後人創立

| 官衔                     | 官衔                       | 官衔                    |
| ------------------------ | -------------------------- | ----------------------- |
| 前任者： 貝都福公爵      | 第一海軍大臣 1748年–1751年 | 繼任者： 安森勳爵       |
| 前任者： 喬治·葛蘭佛     | 第一海軍大臣 1763年        | 繼任者： 埃格蒙特伯爵   |
| 前任者： 哈利法克斯伯爵  | 北方大臣 1763年–1765年     | 繼任者： 格拉夫頓公爵   |
| 前任者： 羅奇福德伯爵    | 北方大臣 1770年–1771年     | 繼任者： 哈利法克斯伯爵 |
| 前任者： 愛德華·霍克爵士 | 第一海軍大臣 1771年–1782年 | 繼任者： 凱佩爾子爵     |

| 前任者： 愛德華·孟塔古 | 三明治伯爵 1729年–1792年 | 繼任者： 約翰·孟塔古 |